# Кампинола (Салерно)
Кампинола је насеље у Италији у округу Салерно, региону Кампанија.
Према процени из 2011. у насељу је живело 855 становника. Насеље се налази на надморској висини од 396 м.